# Jaír
Jaír de Galaad, del tronco de la Tribu de Manasés, fue un Juez de Israel, el cual juzgó por veintidós años. Fue sucesor de Tola.
Como uno de los jueces menores de los hebreos, el nombre de Jaír es citado escuetamente en Jueces, 10, agregándose obscuros datos acerca de su parentela y posesiones:
«Tenía treinta hijos, que montaban treinta burros, y treinta ciudades, que se llaman todavía hoy las aldeas de Jaír, en el país de Galaad.»
(Jue, 10: 4)
El texto bíblico señala asimismo que fue sepultado en Camón, siendo sucedido por Jefté.
| Predecesor: Tola | Juez de Israel | Sucesor: Jefté |